# Patrick Vervoort
Patrick Vervoort (ur. 17 stycznia 1965 w Beerse) – belgijski piłkarz. Występował na pozycji pomocnika. Karierę zakończył w 1999 roku.

## Kariera klubowa
Vervoort profesjonalną karierę rozpoczynał w 1982 roku, w barwach Germinal Beerschot. W debiutanckim sezonie 1982/1983 rozegrał 17 spotkań w Eerste Klasse i zdobył w nich jedną bramkę. Od następnego sezonu był już podstawowym zawodnikiem pierwszego zespołu ekipy z Stadionu Olimpijskiego.
W 1987 roku przeszedł do ówczesnego mistrza Belgii - RSC Anderlechtu. Już w pierwszym sezonie po przyjściu wywalczył z klubem Puchar Belgii, a także był finalistą Superpucharu Belgii (porażka 0-1 z Club Brugge). Rok później udało mu się ponownie zdobyć Puchar Belgii oraz wywalczyć wicemistrzostwo tego kraju. W 1990 po raz drugi w karierze wywalczył z klubem wicemistrzostwo Belgii. Po odniesieniu tych sukcesów przeszedł do francuskiego Girondins Bordeaux. Jednak z nową drużyną w pierwszym sezonie spadł z Ligue 1. Dlatego też przeniósł się do włoskiego Ascoli Calcio. Również z tym klubem został relegowany na zaplecze ekstraklasy.
W 1992 roku zdecydował się na powrót do ojczyzny, a konkretnie do Standardu Liège, który był wówczas wicemistrzem kraju. Z tą drużyną w 1993 wywalczył Puchar Belgii. W
został wicemistrzem Belgii, był także finalistą superpucharu tego kraju (porażka 0-3 z RSC Anderlechtem).
W 1994 przeszedł do holenderskiego RKC Waalwijk. Później był zawodnikiem portugalskiej Vitorii Guimaraes. Jednak w obu tych klubach, podobnie jak w swoim ostatnim w karierze - Sportingu Toulon Var nie zdołał przebić się do pierwszej jedenastki. Karierę kończył w 1999 roku w KFC Schoten SK.
| Sezon   | Klub                | Kraj       | Rozgrywki             | Mecze | Bramki |
| ------- | ------------------- | ---------- | --------------------- | ----- | ------ |
| 1982/83 | Germinal Beerschot  | Belgia     | Eerste Klasse         | 17    | 1      |
| 1983/84 | Germinal Beerschot  | Belgia     | Eerste Klasse         | 33    | 3      |
| 1984/85 | Germinal Beerschot  | Belgia     | Eerste Klasse         | 29    | 3      |
| 1985/86 | Germinal Beerschot  | Belgia     | Eerste Klasse         | 33    | 2      |
| 1986/87 | Germinal Beerschot  | Belgia     | Eerste Klasse         | 31    | 4      |
| 1987/88 | RSC Anderlecht      | Belgia     | Eerste Klasse         | 31    | 4      |
| 1988/89 | RSC Anderlecht      | Belgia     | Eerste Klasse         | 23    | 4      |
| 1989/90 | RSC Anderlecht      | Belgia     | Eerste Klasse         | 33    | 2      |
| 1990/91 | Girondins Bordeaux  | Francja    | Ligue 1               | 29    | 7      |
| 1991/92 | Ascoli Calcio       | Włochy     | Serie A               | 17    | 0      |
| 1992/93 | Standard Liège      | Belgia     | Eerste Klasse         | 25    | 3      |
| 1993/94 | Standard Liège      | Belgia     | Eerste Klasse         | 12    | 0      |
| 1994/95 | Standard Liège      | Belgia     | Eerste Klasse         | 5     | 1      |
| 1994/95 | RKC Waalwijk        | Holandia   | Eredivisie            | 0     | 0      |
| 1995/96 | RKC Waalwijk        | Holandia   | Eredivisie            | 10    | 0      |
| 1996/97 | Vitoria Guimaraes   | Portugalia | Portugalska Superliga | 8     | 0      |
| 1997/98 | Sporting Toulon Var | Francja    | Ligue 2               | 3     | 0      |
| 1997/98 | KFC Schoten SK      | Belgia     | Derde Klasse          | 14    | 1      |
| 1998/99 | KFC Schoten SK      | Belgia     | Derde Klasse          | 21    | 0      |

## Kariera reprezentacyjna
Vervoort jest byłym reprezentantem Belgii. W drużynie narodowej zadebiutował w 1986 roku. W tym samym roku wziął udział w mistrzostwach świata, na których Belgia zajęła czwartą pozycję. Grał także na mundialu 1990, w którym Belgowie dotarli do 1/8 finału i ulegli tam 0-1 Anglii. W kadrze rozegrał łącznie 32 spotkania i zdobył trzy bramek.